# Trichopteryx uniformata
Trichopteryx uniformata là một loài bướm đêm trong họ Geometridae.